# Cantata de Chile
Cantata de Chile és una pel·lícula musical i èpica d'estil realisme socialista cubana del 1976 dirigida per Humberto Solás Borrego sobre la matança de l'Escola Santa Maria d'Iquique a Xile el 1907.

## Sinopsi
El 1907 els obrers de les mines de nitrats del nord de Xile van organitzar una vaga per forçar les empreses explotadores estrangeres a millorar les condicions de vida dels miners. Els oligarques van respondra amb una matança desproporcionada. Tanmateix, això no va fer que s'arronsés l'esperit dels vaguistes.

## Repartiment
- Nelson Villagra
- Shenda Román
- Eric Heresmann
- Alfredo Tornquist
- Leonardo Perucci
- Peggy Cordero
- Flavia Ugalde
- Roberto Contreras

## Premis
Va rebre el Globus de Cristall a la millor pel·lícula al 20è Festival Internacional de Cinema de Karlovy Vary.